# 王鲍镇
王鲍镇，是中华人民共和国江苏省南通市启东市下辖的一个乡镇级行政单位。

## 行政区划
王鲍镇下辖以下地区：
聚星镇社区、久隆镇社区、新港镇社区、建群村、建才村、安良村、三岔店村、中施村、长安村、塌水桥村、松桥村、正平村、洪桥村、聚星村、合群村、黄英村、九令村、元东村、元北村、义南村、二厂村、新港村、大生村、湾洪村、合南村、方心村、庙桥村、新桥镇村、扶风村、久西村、更新村、久隆村、久南村、久东村、更生村和新开村。